# King Kong (jeu vidéo)
Pour les articles homonymes, voir King Kong (homonymie).
King Kong (ou Peter Jackson's King Kong The Official Game of the Movie) est un jeu vidéo d'action-aventure développé par Ubisoft Montpellier et l'équipe de Michel Ancel, aidé par Ubisoft Montréal. C'est l'adaptation officielle du film de Peter Jackson sorti en 2005.
Le jeu est disponible en version Xbox, Xbox 360, PlayStation 2, GameCube, Nintendo DS, Game Boy Advance, PlayStation Portable et PC.
Sur Game Boy Advance, le jeu se nomme Kong: The 8th Wonder of the World en Amérique du Nord.

## Synopsis
Étant donné que le jeu est l'adaptation du film du même nom, il reprend donc la même histoire.
En 1933, le cinéaste Carl Denham lance une expédition sur Skull Island (l'île du Crâne), une île perdue reculée au large de Sumatra. Mais une forte tempête oblige le capitaine du navire SS Venture à mouiller loin de l'île. Embarquant à bord de plusieurs canots, l’expédition est alors séparée. Après la chute de blocs de pierres, les survivants de l'une des embarcations (Denham, Jack, Ann et le marin Hayes) explorent Skull Island à la recherche de leur autres camarades, où ils ne tardent pas à découvrir des dinosaures et une civilisation indigène. Ann est donnée en sacrifice au Dieu de l'île, Kong, un gorille gigantesque. Ses compagnons, notamment Jack, traversent aussitôt l'île pour partir à sa recherche...

### Fin alternative
Comme dans le film, King Kong meurt à la fin du jeu, cependant, une fin alternative est déblocable en recommençant le jeu et en accumulant 250 000 points.
Cette fin voit le joueur contrôler un avion piloté par Jack, ce dernier tire sur les lampes de l'Empire State Building tout en abattant les autres avions qui mitraille Kong. Une fois toutes les lampes détruites, Kong en profite pour redescendre et s'enfuir discrètement avec Ann. Kong est ensuite ramené sur son île, où Ann le contemple une dernière fois en avion, tandis que Kong pousse un rugissement depuis une hauteur.

## Système de jeu
Dans la peau de Jack, le joueur doit survivre dans une jungle infestée de créatures féroces. Le joueur est totalement immergé dans les décors dans une vue à la première personne sans barre de santé, système de visée ni compteur de munitions. Jack peut ramasser plusieurs types d'armes, sans compteur de munition, sur son chemin, aussi bien des mitraillettes (Thompson...), pistolets (Luger P08...) et fusils a pompe (Winchester M1897...), que des armes primitives telles des lances ou des torches (avec lesquelles il peut enflammer les hautes herbes). La barre de santé de Jack se traduit par la vue qui devient floue lorsqu'il prend des dégâts et redevient normale lorsqu'il n'en prend plus après quelque temps.
Les niveaux avec King Kong sont en vue à la troisième personne. Le joueur dirige le gorille qui doit se débarrasser des obstacles sur son passage, comme des rochers ou d'énormes dinosaures. Kong peut saisir et utiliser des objets comme des armes. Il peut également lancer des coups de poing, mordre, grimper, et passer en mode "furie" où il devient enragé et moins vulnérable aux attaques des ennemis. Le puissant gorille est en mesure de lutter efficacement contre les créatures gigantesques que les armes de Jack ne peuvent pas abattre.
Le joueur, qu'il soit avec Jack ou Kong, traverse des environnements allant de la jungle luxuriante touffue à des dédales de pierres et des cavernes lugubres, tous remplis d'ennemis pouvant surgir de n'importe quel coté. Des infrastructures et des constructions, faites par les indigènes de l’île, apparaissent un peu partout et le joueur se retrouve souvent à résoudre des énigmes ou trouver une solution pour avancer dans une zone, comme trouver des bouts de leviers qui aideront à ouvrir une porte, embrasser des brasiers ou tout simplement utiliser environnement à son avantage.
Les autres personnages avec lesquels Jack doit interagir, et également empêcher la mort et protéger par tous les moyens sont 
Carl Denham, Ann Darrow, le marin Hayes et son bras droit Jimmy, tous issus du film et à l'image des comédiens originaux.
Ils sont parfois réunis à plusieurs, 
cependant aucun niveau ne les réunit tous en même temps.
Le capitaine Englehorn apparaît occasionnellement en avion pour distribuer armes et munitions tout au long du jeu.
Hayes est le seul personnage humain de votre équipe à décéder au cours de l'histoire, 
conformément au film. Cependant, il ne meurt cette fois pas des mains de Kong mais écrasé par un V-Rex.
Les créatures rencontrées sur l'île (pour la plupart issues du film) sont :
- Vastasaurus Rex (V-Rex)
- Venatosaurus
- Terapusmordax (chauves-souris Géantes)
- Scolopendres
- Crabes géants
- Scorpions géants
- Foetodon (crocodilien)
- Brontosaurus
- Piranhodon

Note : Jack est incapable de tuer un V-Rex, seul Kong le peut.

## Développement
La petite histoire veut que Peter Jackson ait contacté Ubisoft après avoir joué au précédent jeu de Michel Ancel, Beyond Good and Evil.
Les copies PlayStation 2 et Xbox 360 bénéficient de textures beaucoup plus poussés que la version PC.[réf. nécessaire]

## Accueil

### Ventes
Yves Guillemot, président d'Ubisoft déclare en janvier 2006 que les ventes de King Kong n'atteignent pas les espérances mises dans ce titre. Alors que la firme française comptait en vendre environ 4 millions d'unités entre sa sortie et la fin du mois de décembre 2005, les chiffres ne font état que de 2,5 à 3 millions d'exemplaires écoulés. Sur l'année, le jeu est finalement un succès majeur pour la firme française avec 4,5 millions de ventes sur 5 millions annoncés.

### Distinctions
En 2006, Peter Jackson's King Kong est nommé aux Academy of Interactive Arts and Sciences dans plusieurs catégories :
- Outstanding Achievement in Art direction (Florent Sacré)
- Outstanding Achievement in sound design (Yoan Fanise)
- Outstanding Achievement in Story and Character Development (Jacques Exertier)
- Outstanding Achievement in Game Design (Michel Ancel / Sébastien Morin)

## Protection contre la copie
Les copies PC de King Kong sont protégés par StarForce développé par la société russe Protection Technology. De nombreux joueurs se sont plaints de problèmes de compatibilité avec les systèmes Windows. En 2006, Ubisoft abandonne définitivement ce système de protection contre le piratage ,.